# Печать органов

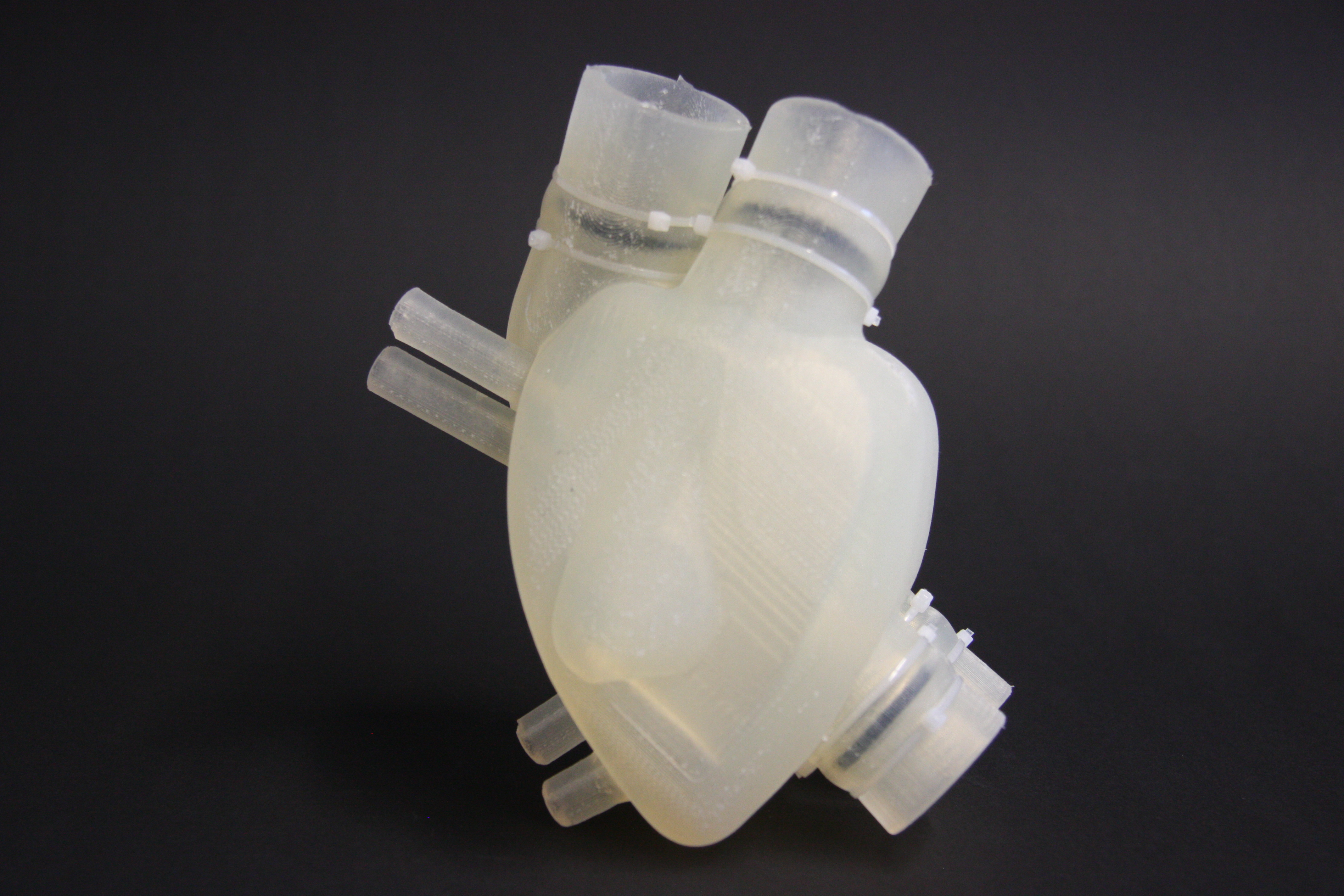
Искусственное сердце, разработанное в Цюрихе

Печать органов использует методы, схожие с обычной 3D-печатью, когда компьютерная модель подается в принтер, который формирует последовательные слои пластика или воска до получения 3D-объекта.  В случае печати органов материалом, используемым принтером, является биосовместимый или биодеградируемый полимер. Биосовместимый пластик образует матрикс (scaffold), который действует как скелет для органов, который печатается. По мере того, как пластик укладывается, он также засевается стволовыми клетками взятыми от пациента, для которого печатается. После печати орган переносят в инкубационную камеру, чтобы дать клеткам время вырасти. Через достаточное количество времени орган имплантируют пациенту. В последнее время, биопечать клеточными сфероидами (т.е. 3D культурами клеток) считается более оптимальным решением.

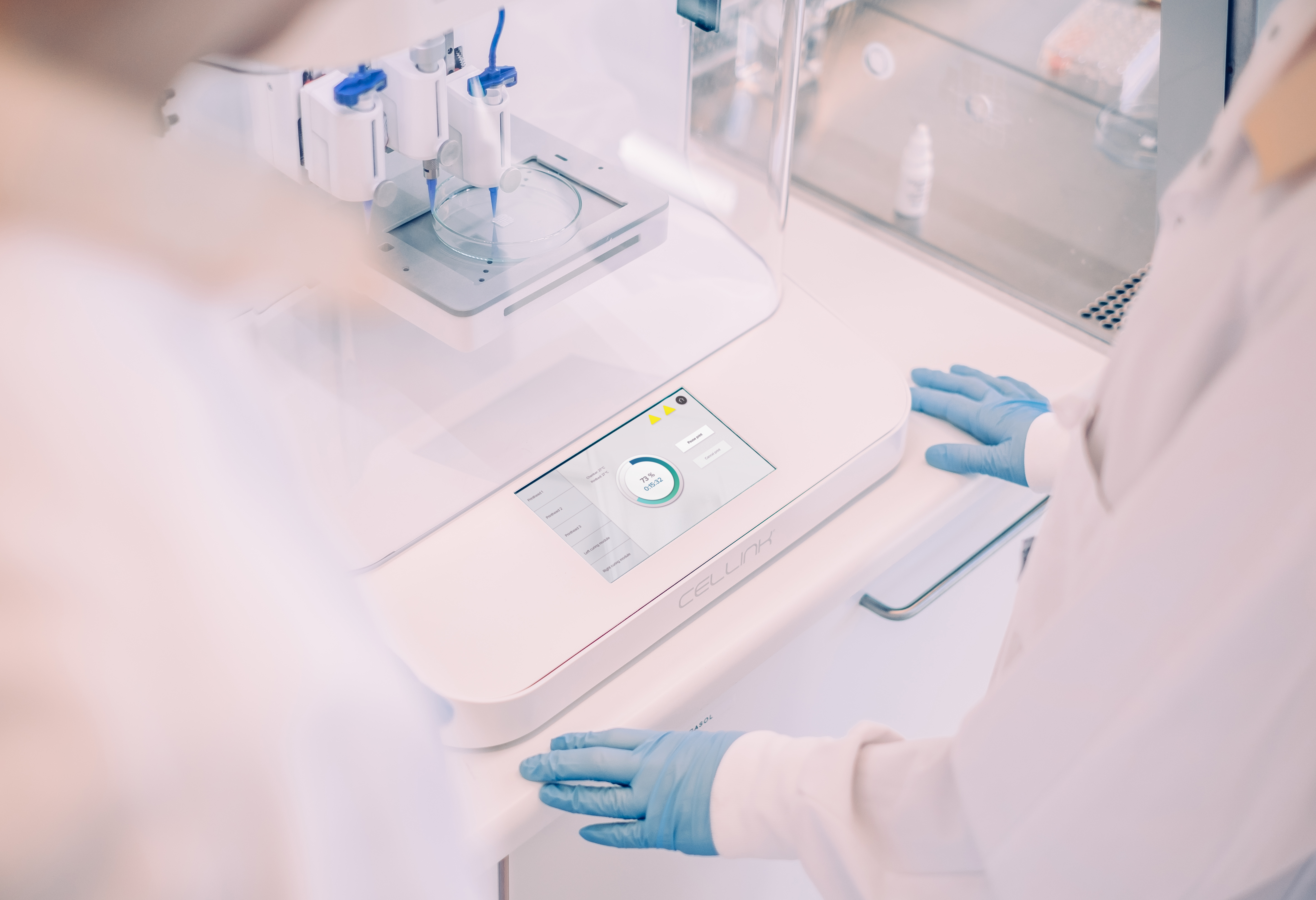
3D-биопринтер CELLINK

Конечной целью печати органов является создание органов, которые могут полностью интегрироваться в человеческое тело, как будто они были там всегда. Успешная печать органов может повлиять на несколько отраслей промышленности. К ним относятся искусственные органы и ткани и трансплантация органов, фармацевтические исследования, и подготовке врачей и хирургов.

## История
Область печати органов возникла из исследований в области стереолитографии, основы практики 3D-печати, которая была изобретена в 1984 году. В начале эры 3D-печати невозможно было создавать долговечные объекты, поскольку используемые материалы были не очень прочными. Поэтому на первых порах 3D-печать использовалась просто как способ моделирования и дизайна деталей машин, мастер-форм для литья по выплавляемым моделям. В начале 1990-х годов были разработаны нанокомпозиты, которые позволили сделать 3D-печатные объекты более прочными, что позволило использовать 3D-печатные объекты не только для моделей. Примерно в это время представители медицинской сферы начали рассматривать 3D-печать как способ создания искусственных органов. К концу 1990-х годов медицинские исследователи искали биоматериалы, которые можно было бы использовать в 3D-печати..
Концепция биопечати была впервые продемонстрирована в 1988 году. В это время исследователь использовал модифицированную HP inkjet printer для нанесения клеток с помощью технологии цитоскрибирования. Прогресс продолжился в 1999 году, когда первый искусственный орган, изготовленный с помощью биопечати, был напечатан командой ученых под руководством д-ра. Энтони Атала в Институте регенеративной медицины Уэйк Форест. Ученые из Wake Forest напечатали искусственный каркас для человеческого мочевого пузыря, а затем засеяли его клетками своего пациента. Используя этот метод, они смогли вырастить функционирующий орган, и через десять лет после имплантации у пациента не было серьёзных осложнений..
После создания мочевого пузыря в Wake Forest Institute for Regenerative Medicine были сделаны шаги в направлении печати других органов. В 2002 году была напечатана миниатюрная, полностью функциональная почка (биология). В 2003 году доктор Томас Боланд из Университет Клемсона запатентовал использование струйная печать для клеток. В этом процессе использовалась модифицированная точечная система для осаждения клеток в организованные 3D-матрицы, размещенные на субстрате. Этот принтер позволил провести обширные исследования в области биопечати и подходящих биоматериалов. Например, после этих первых открытий 3D-печать биологических структур получила дальнейшее развитие и стала включать производство структур тканей и органов, в отличие от клеточных матриц. Кроме того, были исследованы и впоследствии внедрены в качестве средства производства другие методы печати, такие как экструзионная биопечать.

В 2004 году область биопечати была радикально изменена ещё одним новым биопринтером. Этот новый принтер мог использовать живые человеческие клетки без необходимости создания искусственного каркаса. В 2009 году Organovo использовала эту новую технологию для создания первого коммерчески доступного 3D-биопринтера. Вскоре после этого был создан 3D-биопринтер. Биопринтер был использован для разработки биодеградируемый кровеносный сосуд, первый в своем роде, без клеточного каркаса..
За последние десять лет дальнейшие исследования были направлены на создание других органов таких как печень и сердечный клапан, и тканей, таких как кровеносная сеть, с помощью 3D-печати. В 2019 году ученые из Израиля совершили большой прорыв, когда им удалось напечатать сердце размером сердца кролика с сетью кровеносных сосудов, способных сокращаться подобно естественным кровеносным сосудам. Напечатанное сердце имело правильную анатомическую структуру и функции по сравнению с настоящим сердцем. Этот прорыв представлял реальную возможность печати полностью функционирующих человеческих органов. Фактически, ученые Варшавского фонда исследований и развития науки в Польша работали над созданием полностью искусственной поджелудочной железы с помощью технологии биопринтинга. На сегодняшний день эти ученые смогли создать функционирующий прототип. Это растущая область, и многие исследования все ещё проводятся.
В 2004 году область биопечати была радикально изменена ещё одним новым 3D-биопринтером. Этот новый принтер мог использовать живые человеческие клетки без необходимости создания искусственного каркаса. В 2009 году Organovo использовала эту новую технологию для создания первого коммерчески доступного 3D-биопринтера. Вскоре после этого Organovo’s был создан 3D-биопринтер. Биопринтер был использован для разработки биодеградируемого кровеносного сосуда, первый в своем роде, без клеточного каркаса..

## Техника 3D-печати
3D-печать для изготовления искусственных органов была основной темой исследований в биологической инженерии. По мере того, как методы быстрого прототипирования, связанные с 3D-печатью, становятся все более эффективными, их применимость в синтезе искусственных органов и тканей становится все более очевидной. Некоторые из основных преимуществ 3D-печати заключаются в возможности массового производства тканевоклеточных конструкций (скаффолдов), а также в высокой степени анатомической точности имплантов. Это позволяет создавать конструкции, которые более эффективно напоминают микроструктуру естественного органа или структуру ткани. Печать органов с помощью 3D-печати может осуществляться с использованием различных методик, каждая из которых обладает специфическими преимуществами, подходящими для конкретных типов производства органов.

### Жертвенная запись в функциональную ткань (SWIFT)
Жертвенная запись в функциональную ткань (SWIFT) — это метод печати органов, при котором живые клетки плотно упаковываются, чтобы имитировать плотность, которая имеет место в человеческом теле. Во время упаковки вырезаются туннели, имитирующие кровеносные сосуды, по которым доставляется кислород и необходимые питательные вещества. Эта техника объединяет другие методы, которые только упаковывали клетки или создавали сосудистую сеть. SWIFT объединяет оба метода и является усовершенствованием, приближающим исследователей к созданию функциональных искусственных органов..

### Стереолитографическая 3D биопечать
Этот метод печати органов использует ультрафиолетовое излучение лазеров или  LCD проекторов для создания 2D рисунка, который формируется посредством селективной фотополимеризации в резервуаре биочернил . 3D-структура может быть послойно построена с использованием 2D-шаблона. После этого биочернила удаляются из конечного продукта. SLA-биопечать позволяет создавать сложные формы и внутренние структуры. Разрешение деталей при этом методе биопечати чрезвычайно высокое.

### Капельная биопечать
Биопринтинг на основе капель создает клеточные разработки, используя капли биосовместимого материала, который часто сочетается с клеточной линией. Сами клетки также могут быть нанесены таким образом с полимером или без него. При печати полимерных скаффолдов этими методами каждая капля начинает полимеризоваться при контакте с поверхностью субстрата и сливается в более крупную структуру по мере того, как капли начинают коалесцировать. Полимеризация может происходить различными методами в зависимости от используемого полимера. Например, полимеризация альгината начинается под воздействием ионов кальция в подложке, которые диффундируют в жидкие биочернила и позволяют сформировать прочный гель. Биопринтинг на основе капель обычно используется благодаря своей скорости производства. Однако это может сделать его менее подходящим для более сложных структур органов..

### Экструзионная биопечать
Экструзионная биопечать включает последовательную подачу определённой печатной ткани и клеточной линии из экструдера — своего рода портативной печатающей головки . Это, как правило, более контролируемый и мягкий способ печати ткани или клеток, позволяющий использовать более значительную плотность клеток для создания трехмерных структур тканей или органов. В любом случае, такие преимущества сдерживаются более низкой скоростью печати, используемой в этой процедуре. Экструзионная биопечать часто сочетается с УФ-светом, который фотополимеризует напечатанную ткань для создания более устойчивой, координатной конструкции.

### Моделирование плавленым напылением
Экструзия термопластичного биосовместимого или биорезорбируемого полимера методом (FDM) является более распространенным и недорогим по сравнению с селективным лазерным спеканием. В этом принтере используется печатающая головка, схожая по структуре со струйным принтером. Полимерная нить (филамент)  нагревается до высокой температуры и выпускаются из печатающей головки по мере её движения, формируя объект тонкими слоями. В принтерах FDM могут использоваться различные пластики - полиэфирэфиркетон, полилактид, поликапролактан и т.п. Кроме того, большинство деталей, напечатанных с помощью FDM, обычно состоят из тех же термопластов, которые используются в традиционном литьем под давлением жидкой силиконовой резины или методах механической обработки. Благодаря этому такие детали имеют аналогичные характеристики прочности, механических свойств и стабильности. Точный контроль позволяет обеспечить постоянное количество выпуска и конкретное место осаждения для каждого слоя, участвующего в создании формы. По мере осаждения нагретого пластика из печатающей головки он сплавляется или соединяется с нижележащими слоями. По мере остывания каждого слоя он затвердевает и постепенно приобретает ту форму, которую предполагалось создать, по мере того как в структуру вносится все больше слоев.

### Селективное лазерное спекание
Селективное лазерное спекание (СЛС) использует порошкообразный материал в качестве субстрата для печати новых объектов. СЛС может использоваться для создания полимерных или полимер наполненных (керамика, метал) композитных изделий . Эта технология использует лазер, управляемый компьютером, в качестве источника энергии для спекания порошкового материала.
Лазер прорисовывает в порошке поперечное сечение формы желаемого объекта, который сплавляется в твердую форму. Затем укладывается новый слой порошка, и процесс повторяется. Каждый слой с каждым новым нанесением порошка, один за другим, формирует весь объект. Одним из преимуществ СЛС-печати является то, что после печати объекта требуется минимальная пост-обработка изделия. Последние достижения в печати органов с помощью СЛС включают 3D-конструкции краниофациальные имплантаты, а также скаффолды для инженерии сердечной ткани..

## Материалы для печати
Материалы для печати должны соответствовать широкому спектру критериев, одним из главных является биосовместимость. Получаемые в результате 3D-печатные материалы должны быть физически и химически пригодны для пролиферации клеток. Биодеградация является ещё одним важным фактором и гарантирует, что искусственно сформированная структура может рассосаться с течением времени после успешной трансплантации, чтобы быть замененной полностью естественной клеточной структурой. Из-за природы 3D-печати используемые материалы должны быть настраиваемыми и адаптируемыми, подходящими для широкого спектра типов клеток и структурных конформаций.

### Природные полимеры
Материалы для 3D-печати обычно состоят из альгината или фибрина полимеров, которые были интегрированы с клеточной адгезией молекулами, которые поддерживают физическое прикрепление клеток. Такие полимеры специально разработаны для сохранения структурной стабильности и восприимчивости к клеточной интеграции. Под термином «биочернила» подразумевается широкий спектр материалов, совместимых с 3D-биопринтингом. Гидрогель альгинаты стали одним из наиболее часто используемых материалов в исследованиях по печати органов, поскольку они хорошо настраиваются и могут быть точно настроены для имитации определённых механических и биологических свойств, характерных для естественных тканей. Способность гидрогелей подстраиваться под конкретные нужды позволяет использовать их в качестве адаптируемого скаффолд материала, который подходит для различных структур тканей или органов и физиологического состояния Основной проблемой при использовании альгината является его стабильность и медленная деградация, что затрудняет разрушение искусственного геля и замещение его собственным внеклеточным матриксом имплантированных клеток.
Гидрогель, пригодный для экструзионной печати, также часто менее структурно и механически прочен; однако эта проблема может быть решена путем включения других биополимеров, таких как наноцеллюлоза, для обеспечения большей стабильности. Свойства альгината или смешанного полимера биочернил являются настраиваемыми и могут быть изменены для различных применений и типов органов..
Другие природные полимеры, которые использовались для печати тканей и 3D печати органов, включают хитозан, гидроксиапатит (HA), коллаген и желатин. Желатин — это термочувствительный полимер, обладающий отличной износостойкостью, растворимостью, биодеградируемостью, биосовместимостью, а также низким иммунологическим отторжением.. Эти качества являются преимуществом и приводят к высокой степени совместимости распечатанного органа при имплантации.

### Синтетические полимеры
Синтетические полимеры- это искусственные материалы, полученные в результате химических реакций мономеров. Их механические свойства выделяются тем, что их молекулярный вес можно регулировать от низкого до высокого в зависимости от различных требований. Однако отсутствие функциональных групп и структурная сложность ограничивают их использование в печати органов. Современные синтетические полимеры с отличной 3D печатью и совместимостью с тканями включают полиэтиленгликоль (PEG), поли(молочно-гликолевая кислота) (PLGA) и полиуретан (PU). PEG — это биосовместимый, неиммуногенный синтетический эфир, обладающий регулируемыми механическими свойствами для использования в 3D-биопечати. Хотя PEG использовался в различных приложениях 3D-печати, отсутствие доменов клеточной адгезии ограничило дальнейшее использование в печати органов. PLGA, синтетический сополимер, широко встречающийся у живых существ, таких как животные, люди, растения и микроорганизмы. PLGA используется в сочетании с другими полимерами для создания различных систем материалов, включая PLGA-желатин, PLGA-коллаген, все из которых улучшают механические свойства материала, Биосовместимость при помещении in vivo, и имеют регулируемую биодеградацию. PLGA чаще всего используется в печатных конструкциях для кости, печени и других крупных органов. Наконец, PU уникален тем, что его можно разделить на две группы: биоразлагаемый и небиоразлагаемый. Он был использован в области биопринтинга благодаря своим превосходным механическим и биоинертным свойствам. Применением PU может быть неживое искусственное сердце, однако с помощью существующих 3D-биопринтеров этот полимер не может быть напечатан. Новый эластомерик PU был создан из PEG и поликапролактона (PCL) мономеров. Этот новый материал демонстрирует превосходную биосовместимость, биоразлагаемость, биопечатаемость и биостабильность для использования в печати и производстве сложных биоискусственных органов. Благодаря высокой васкулярии и конструкции нейронных сетей, этот материал может быть применен для печати органов различной сложности, таких как мозг, сердце, легкие и почки.

### Природно-синтетические гибридные полимеры
Натурально-синтетические гибридные полимеры основаны на синергическом эффекте между синтетическими и биополимерными компонентами. Желатин-метакрилоил (GelMA) стал популярным биоматериалом в области биопринтинга. GelMA показал, что он обладает жизнеспособным потенциалом в качестве материала для биочернила благодаря своей подходящей биосовместимости и легко настраиваемым психохимическим свойствам. Hyaluronic acid (HA)-PEG — ещё один природно-синтетический гибридный полимер, который оказался очень успешным в биопринтинге. HA в сочетании с синтетическими полимерами помогает получить более стабильные структуры с высокой жизнеспособностью клеток и ограниченной потерей механических свойств после печати. Недавнее применение HA-PEG в биопечати — создание искусственной печени. Наконец, серия биодеградируемых полиуретан (ПУ)-желатин гибридных полимеров с настраиваемыми механическими свойствами и эффективной скоростью деградации была внедрена в печать органов. Этот гибрид позволяет печатать сложные структуры, такие как носообразная конструкция.
Все описанные выше полимеры потенциально могут быть изготовлены в виде имплантируемых, биоискусственных органов для целей, включая, но не ограничиваясь, индивидуальным восстановлением органов, скринингом лекарств, а также метаболическим модельным анализом.